# Wikibooks
Wikibooks is een kennisproject van de Wikimedia Foundation en is bedoeld als een verzameling vrije (gratis) studieboeken.
Wikibooks is net als de andere WMF-projecten een wiki, wat betekent dat in principe iedereen een willekeurige pagina kan wijzigen door op de link voor het bewerken van een module te klikken.

## Achtergrond
De boeken op Wikibooks bestaan meestal uit een hoofdpagina en een aantal modules in de vorm van onderpagina's, waar vaak met een sjabloon snel doorheen geklikt kan worden. Alle boeken vallen onder deze GNU FDL-licentie. Bijdragen blijven eigendom van de auteurs, terwijl de copyleft-licentie waarborgt dat de inhoud altijd gratis verspreid en gekopieerd mag worden.

## Geschiedenis
De Engelstalige versie van het project begon op 10 juli 2003 op verzoek van Karl Wick van Wikipedia en diende als platform om gratis studieboeken te ontwikkelen over bijvoorbeeld organische chemie en natuurkunde. Sommige van de eerste boeken waren oorspronkelijk; andere kwamen uit andere bronnen zoals studieboeken op internet onder de GNU Free Documentation License. Al snel volgden er versies in meer talen. Op 22 juli 2004 ging de Nederlandstalige versie van Wikibooks van start.

## Wikijunior
Wikijunior (ook wel: Wikibooks Junior) is een serie opencontent-boeken die speciaal is bedoeld voor kinderen in de doelgroep van circa 8-12 jaar, als subproject binnen Wikibooks.
Deze wikijuniorboeken zijn ingedeeld in drie gebieden:
1. The Natural World ("De natuur", Biologie en Aardwetenschap),
2. A World of Discovery and Innovation ("Een wereld van ontdekking en innovatie", Wiskunde, Natuurwetenschap en Techniek)  en
3. Our World of People ("Onze mensenwereld", Cultuur, Geschiedenis, Samenleving).

### Geschiedenis
De Beck Foundation benaderde Wikimedia met een idee om een aantal wikiboeken voor kinderen te creëren. Het concept werd door de vertrouwenscommissie van de Wikimedia Foundation op 16 oktober 2004 goedgekeurd, waarna dit concept op 24 oktober op de Meta site van Wikimedia werd bekendgemaakt door Danny Wool.